# Bodo von Trott zu Solz (Politiker)
Bodo Friedrich Karl Ludwig von Trott zu Solz (* 17. September 1817 auf dem Gutshof Imshausen bei Bebra; † 21. September 1887 ebenda) war ein deutscher Gutsbesitzer, Obervorsteher der Althessischen Ritterschaft und Abgeordneter des Kurhessischen Kommunallandtages des preußischen Regierungsbezirks Kassel.

## Leben

### Herkunft und Familie
Bodo von Trott zu Solz entstammte dem hessischen Adelsgeschlecht Trott zu Solz, das bis heute auf den Gütern Solz und Imshausen bei Bebra ansässig ist, deren Familienmitglieder bei der Althessischen Ritterschaft eingeschrieben waren und wichtige Funktionen im öffentlichen Leben wahrgenommen haben. Der jüngere Zweig der Familie wurde am 3. Mai 1778 in den Reichsfreiherrenstand erhoben.
Bodo war der Sohn des Königlich Württembergischen Staatsrats Heinrich August Polycarp von Trott zu Solz (1783–1840) und dessen Gemahlin Elisabeth Sophie Friederike Luise Auguste von Drechsel (1785–1865). Seine Geschwister waren Cäcilie (1809–1878, ⚭ Freiherr Friedrich Freiherr du Jarrys de la Roche), Amöne (1811–1830), Auguste (1813–1866, ⚭ Freiherr Maximilian Emanuel von Lerchenfeld)
und Bertha (1815–1897).
Bodo heiratete am 12. April 1846 in Heilbronn Ernestine von Rauch (1821–1854). Aus der Ehe stammen die Kinder
- Luise Elisabeth (1847–1870, ⚭ Oberförster Ernst von Baumbach-Nentershausen)
- Moritz (1848–1913, Vater von Bodo von Trott zu Solz und Ernestine von Trott zu Solz)
- Werner (1849–1898, Königlich Preußischer Landrat in Jülich)
- Elisabeth Ernestine Cäcilie Mathilde Luise (1851–?), ⚭ Ernst von Wille, Königlich Preußischer Staatsanwalt
- Otto Paul Maria (1854–1870).

Nach Ernestines Tod heiratete Bodo am 20. Juni 1855 Agnes Friederike Caroline Sophie Clementine Juliane Charlotte von Solz (1828–1907, Tochter des Friedrich von Trott zu Solz und der Friederike von Baumbach-Nentershausen). Aus dieser Ehe stammen die Kinder
- Ernestine (1857–?, ⚭ Franz von Geyso, Preuß. Offizier)
- Erich (1860–? preußischer Offizier)
- Maria (1861–1867)
- Amöne (1865–1892, ⚭ Ottmar von Arnim)[1]

### Wirken
Nach dem Abitur am Gymnasium in Frankfurt im Jahre 1834 studierte Bodo Forstwissenschaften an der Ruprecht-Karls-Universität Heidelberg und Eberhard Karls Universität Tübingen sowie am Forstinstitut Neustadt-Eberswalde.
Er fand eine Beschäftigung als Förster in einem Forstrevier nahe Heilbronns und übernahm im Jahre 1840 die Bewirtschaftung des elterlichen Gutshofs.
1858 erhielt er als Vertreter der Ritterschaft des Fuldastroms ein Mandat in der Ersten Kammer der Kurhessischen Ständeversammlung und war bis 1866 Landtagsabgeordneter. Nach der Annexion Kurhessens durch Preußen war er von 1872 bis 1885 Mitglied des Kurhessischen Kommunallandtags des Regierungsbezirks Kassel.

### Sonstiges
Er war in den Jahren 1876 bis 1887 der Obervorsteher der Althessischen Ritterschaft und ein entschiedener Verfechter der Raiffeissenidee.
1880 wurde er Vorsteher der von ihm mitgegründeten Darlehnskassenvereins Solz.